# Blastobasis divisus
Blastobasis divisus é uma espécie de mariposa do gênero Blastobasis pertencente à família Coleophoridae.